# آرژون-مینروا
آرژون-مینروا (به فرانسوی: Argens-Minervois) یک کمون در فرانسه است که در canton of Lézignan-Corbières واقع شده‌است. آرژون-مینروا ۴٫۵۹ کیلومتر مربع مساحت دارد ۳۹ متر بالاتر از سطح دریا واقع شده‌است.